# مسرى الغرانيق في مدن العقيق
مسرى الغرانيق في مدن العقيق رواية للروائية السعودية أميمة الخميس. صدرت الرواية لأوّل مرة في العام 2017 عن دار الساقي في لندن. ودخلت في القائمة الطويلة للجائزة العالمية للرواية العربية لعام 2019، المعروفة باسم «جائزة بوكر العربية».

## حول الرواية
تروي الكاتبة السعودية «أميمة الخميس» في هذه الرواية حكاية تدور في القرن الرابع الهجري، حيث نضج فيه المشروع الفلسفي لدار الحكمة في بغداد، وهو ذات الزمن الذي بدأ فيه الفقهاء يحاولون هدم ذلك المشروع، ومن جزيرة العرب انطلق بطل الرواية «مزيد الحنفي» قاصدًا بغداد باحثًا عن أجوبة لأسئلته الوجودية. وفي بغداد تقوده الأحداث إلى أن يصبح عضوا في جماعة سريّة تُسمى«الغرانيق»، وبعدها يسافر إلى القدس، القاهرة ثم الأندلس، في سعي نحو تطبيق الوصايا السبع التي اكتشفها.